# Forma 42 de tai-txi-txuan
La forma de 42 moviments (Forma de Competició) de Taijí quan és la forma estàndard de competició de Wushu que combina moviments dels estils tradicionals de T'ai chi ch'uan (Tai-txi-txuan) Chen, Yang, Wu, i Sun. Es va crear el 1989 pels professors Men Hui Feng de l'Institut d'Esport del Pequín i Li De Yin de la universitat de les Persones pel Comitè d'Esports xinès.
La forma de 42 moviments ha estat sotmesa a crítiques per ser una forma híbrida, però a la pràctica també ha rebut elogis per ser una forma complexa i fluida que carrega el cos amb energia (qi).
Avui és una forma popular per a la competició, així com per beneficis de salut personal.
Als onzens Jocs asiàtics, de 1990, el Wushu es va incloure com a element per competició per primer cop amb la forma de 42 moviments elegida per representar el Taijí.
Penn Estatal Taiji Club de la Penn State University, University Park.
Forma de Taijí de 42 moviments
Introducció: La forma de 42 moviments (Forma de Competició) de Taijí quan és la forma estàndard de competició de Wushu que combina moviments dels estils tradicionals de T'ai chi ch'uan (Taijí) Chen, Yang, Wu, i Sun. Es va crear el 1989 pels professors Men Hui Feng de l'Institut d'Esport del Pequín i Li De Yin de la universitat de les Persones pel Comitè d'Esports xinès. La forma de 42 moviments ha estat sotmesa a crítiques per ser una forma híbrida, però a la pràctica també ha rebut elogis per ser una forma complexa i fluida que carrega el cos amb energia (qi). Avui és una forma popular per a la competició, així com per beneficis de salut personal. Als 11ns Jocs asiàtics de 1990, el Wushu es va incloure com a element per competició per primer cop amb la forma de 42 moviments elegida per representar el Taijí.
1. Començant la forma
2. Agafar la cua del pardal (dreta)
3. Fuet simple (esquerra)
4. Aixecar les mans
5. La grua blanca estén les ales
6. Escombrar el genoll i empènyer en ambdós costats
7. Netejar i cop de puny
8. Desviar i pressionar en ambdós costats
9. Cop de puny i ganxo
10. Tancament aparent
11. Obrir i tancar braços
12. Fuet simple (dreta)
13. Puny sota el colze
14. Voltes i empènyer amb el palmell en ambdós costats
15. La senyora justa treballa la llançadora en ambdós costats
16. Cop de peu amb taló en ambdós costats
17. Cobrir les mans i cop de mà
18. Apartar la cabellera del cavall salvatge en ambdós costats
19. Mans com núvols
20. Pas enrere i batre el tigre
21. Separar les cames (dreta)
22. Colpejar les orelles de l'adversari amb ambdós punys
23. Separar les cames (esquerra)
24. Volta i cop de peu de costat
25. Pas endavant i cop de puny a baix
26. Vol oblic
27. La serp s'arrossega a la dreta
28. Posicions de gall daurat damunt una cama (a dreta i esquerra)
29. Pas enrere i empenta amb els palmells
30. Prémer el palmell en postura buida
31. Palmell de control amunt i posició en una cama
32. Inclinar en posició de cavall
33. Girar el cos per tornar enrere
34. Agafar i colpejar en pas de descans
35. Filar palmell i empènyer cap avall
36. Pas endavant a postura de set estrelles
37. Muntar el tigre i posició en una cama
38. Volta amb cop de peu de lotus
39. Corba l'arc per disparar al tigre
40. Agafar la cua del pardal (esquerra)
41. Creuar les mans
42. Tancament